# Propriété
Pour les articles homonymes, voir Propriété (homonymie).
Ne doit pas être confondu avec Propriété (philosophie).
 (mai 2020).
Si vous disposez d'ouvrages ou d'articles de référence ou si vous connaissez des sites web de qualité traitant du thème abordé ici, merci de compléter l'article en donnant les références utiles à sa vérifiabilité et en les liant à la section « Notes et références ».

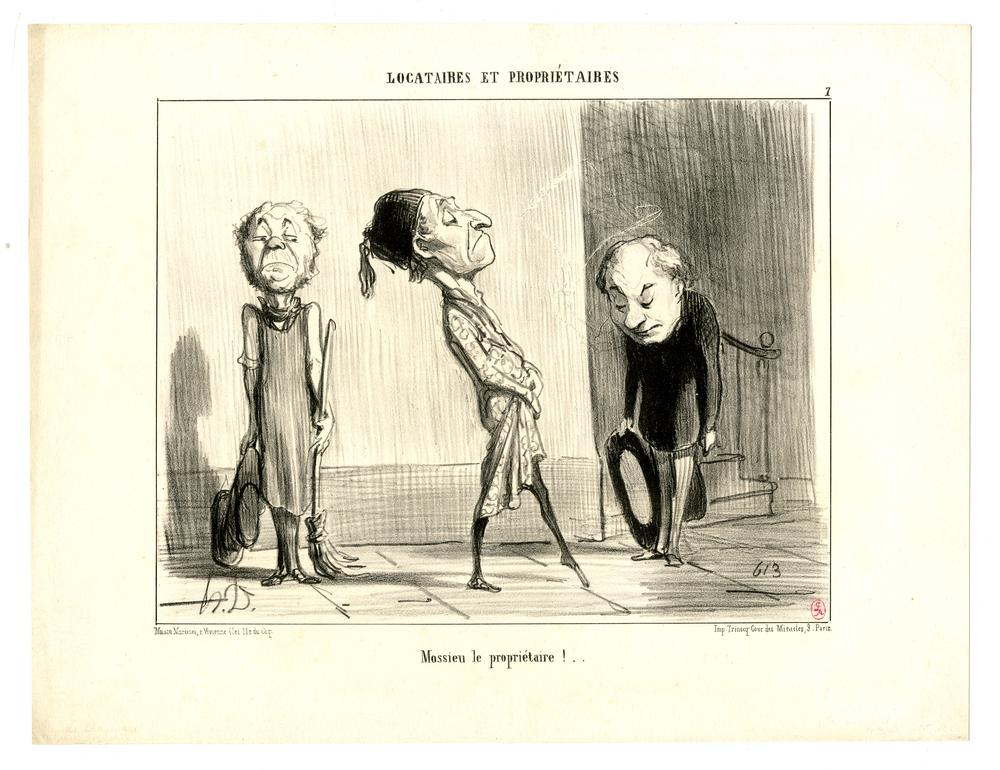
Relations entre propriétaire immobilier et locataires vues par Honoré Daumier en 1854.

La propriété est une relation juridique entre une personne et un bien caractérisée par une forme d'exclusivité.

## Histoire du concept

### Droit romain
En droit romain, le concept se rapprochant le plus de la propriété était le dominium, un droit qui ne pouvait appartenir qu'aux pères de famille citoyens romains, et qui s'exerçait sur tous les éléments de sa maison, y compris ses enfants, sa femme et ses esclaves.

### Renaissance
Les juristes du Moyen Âge et de l'époque moderne, à partir de textes épars du droit romain, ont formulé une conception absolutiste de la propriété qui découlerait de la notion romaine. Les glossateurs de l'époque médiévale ont extrapolé un texte du Digeste de Justinien - D. 5, 3, 25, 11, re sua abuti putant[C'est-à-dire ?] - pour en tirer la formule ius uterini et abutendi[C'est-à-dire ?]. La définition sera reprise par Pothier, la toute-puissance du propriétaire s'exprimant dans la trilogie des pouvoirs d'usus, fructus et abusus.

### Révolution française
La Révolution française a bouleversé le droit en entraînant l'abandon du concept de tenure et l'adoption des concepts de propriété privée et de souveraineté publique à la place[réf. non conforme].
La consécration formelle du droit de propriété individuel dans la Déclaration des droits de l'homme et du citoyen de 1789 en tant que sacré et inviolable ne s'est cependant pas soldée par un respect total de ce principe dans le droit de l'époque, qui est resté imprégné de la conception féodale de la propriété comme institution de la cohésion sociale[réf. non conforme]. Ainsi, cette idée de l'utilité sociale s'est notamment traduite par des limites de plus en plus nombreuses apportées à la propriété.

## En droit positif

### Droit européen
L'article 1 du protocole additionnel de la Convention Européenne de Sauvegarde des Droits de l'Homme et des Libertés Fondamentales consacre aussi ce droit au niveau européen.

### Droit français
En France la propriété est définie par l'article 544 du Code civil, comme « le droit de jouir et disposer des choses de la manière la plus absolue, pourvu qu'on n'en fasse pas un usage prohibé par les lois ou par les règlements ». Le propriétaire en droit français ne perd pas son droit de propriété par le non-usage de la chose, la propriété a un caractère imprescriptible et ce droit de propriété peut être transmis aux héritiers. La propriété qui s'exerce sur des biens accepte son corollaire par lequel il est des choses qui n'appartiennent à personne et dont l'usage est commun à tous (Des lois de police règlent la manière d'en jouir), consacré par l'Article 714 du Code civil.

#### Preuve de la propriété en droit français
En droit français, la preuve de la propriété s'exerce par tous moyens, c'est-à-dire que le juge est susceptible d'examiner tous les arguments ou indices avancés par les parties d'un litige qui s'opposent sur la propriété d'un bien. Parmi ces indices peuvent figurer un témoignage, le paiement des impôts, etc. L'acte authentique relatif à l'achat du bien est un indice particulièrement fort mais ce n'est pas une preuve absolue : il prouve que l'on a acheté le bien à une autre personne, mais il reste à démontrer que cette personne en était le propriétaire légitime.

## En théorie du droit
La propriété est conçue de diverses manières en dogmatique juridique. Selon la théorie de l'incorporation, la propriété signifie que les biens possédés par un propriétaire deviennent comme une partie de son corps, et qu'il dispose sur eux d'un faisceau de droits. Selon la théorie du patrimoine, la propriété signifie plutôt un pouvoir du propriétaire d'exclure toutes les autres personnes de l'usage de son bien.
Sarah Keenan fait remarquer que la propriété, en tant que lien juridique, ne peut exister entre propriétaire et approprié que dans la mesure où ces deux entités s'inscrivent dans des espaces sociaux plus larges et façonnés par des structures de pouvoir politiques[réf. incomplète].

## En philosophie politique

### Individualisme possessif
La propriété est parfois conçue comme une institution relevant du droit naturel, c'est-à-dire qu'elle serait inhérente à l'essence humaine et que sa reconnaissance devrait être universelle : c'est une idée formalisée par le philosophe du libéralisme John Locke au XVIIe siècle.
La consécration de la propriété en tant que droit humain ou en tant que droit fondamental, qui est aujourd'hui une des visions dominantes de la propriété, est la continuité de la conception libérale de la propriété comme droit naturel.
C'est aussi de la vision lockéenne que vient l'idée selon laquelle la propriété serait ou devrait être un droit absolu.
Pour Locke, la propriété se crée entre un individu et une chose lorsque la personne travaille la chose, car cela entrainerait une incorporation de la chose à la personne.

### Critique anarchiste
La propriété est selon Pierre-Joseph Proudhon une usucapion ou une usurpation.
Si, pour les auteurs de la déclaration des droits de l'homme et du citoyen, comme pour ceux de la déclaration universelle des droits de l'homme, la propriété est un droit naturel et un droit de l'homme, pour certains, « la propriété, c'est le vol ! », selon la célèbre formule de Proudhon dans Qu'est-ce que la propriété ?.
Selon l'analyse anarchiste proudhonienne, il ne peut y avoir de propriété sans un système légal perfectionné. Ainsi, loin d'être une évidence naturelle de l'individu, la propriété est une relation sociale, interindividuelle, qui ne peut être justifiée dans son principe ou son origine. Il n'y a alors pas de différence de nature entre la contrainte exercée par un « propriétaire » et celle exercée par un « voleur », seulement une différence de forme. Ce serait alors l'usage d'un bien qui créerait le droit de possession, et non la propriété qui permettrait d'user et d'abuser de ce bien. D'autant que les différences sociales s'amplifient naturellement au fil des générations, notamment dans un système social qui applique le droit d'aînesse, ce qui concentre les droits et les propriétés sur une seule tête.
Proudhon lui-même précisa à plusieurs reprises sa position et justifia en particulier la propriété individuelle (limitée dans son esprit à la possession) par la protection qu'elle offre contre l'État. En Chine, pays qui a légiféré une loi le 16 mars 2007 entendant garantir la propriété privée, même si la terre n'est pas concernée[réf. incomplète], des paysans revendiquent la propriété privée de leur terre contre le pouvoir de l'État qui souhaite les exproprier pour construire des hôtels. Pour Hernando de Soto, c'est l'absence de système juridique protégeant la propriété qui empêche les habitants des pays pauvres de participer à l'activité économique et de s'intégrer dans la mondialisation capitaliste. Pour Soto, « La propriété, ce n'est pas seulement jouir d'un bien, ça c'est l'idéologie "petite-bourgeoise". Elle est avant tout un système de droits et de devoirs ».

### La propriété sujet de rivalités et de guerres
La propriété peut aussi s'entendre comme un droit d'accès à un espace maritime, pour une exploitation des ressources. Au XVIIe siècle, les rivalités entre puissances maritimes, notamment entre les Provinces-Unies et l'Angleterre, ont engendré les premières réflexions sur le droit naturel et le droit international, avec Hugo Grotius.
Toute guerre naît d'une prétention commune à la même propriété, remarque Denis Diderot dans le Supplément au voyage de Bougainville. L'homme civilisé se retrouve souvent avec le désir de posséder la propriété d'autrui. Ce qui engendre le vol. Alors que si l'objet était disponible, il n'y aurait plus de vol et plus de procès pour soustraction frauduleuse.
Jean-Jacques Rousseau formalisa le droit de propriété dans Du contrat social. Dans la seconde partie du Discours sur l'origine et les fondements de l'inégalité parmi les hommes, il écrit :

« Le premier qui, ayant enclos un terrain, s'avisa de dire : Ceci est à moi, et trouva des gens assez simples pour le croire, fut le vrai fondateur de la société civile. Que de crimes, de guerres, de meurtres, que de misères et d'horreurs n'eut point épargnés au genre humain celui qui, arrachant les pieux ou comblant un fossé, eût crié à ses semblables : Gardez-vous d'écouter cet imposteur ; vous êtes perdus, si vous oubliez que les fruits sont à tous, et que la terre n'est à personne »

### Point de vue de l'Église catholique
Pour l'Église catholique, le droit de propriété subit deux formes de limitations :
- d'une part, la propriété ne peut s'appuyer uniquement sur le travail, ce qui distingue la position de l'Église de la perspective lockéenne ;
- d'autre part, la propriété est subordonnée au principe de destination universelle des biens : les biens possédés par les hommes contiennent des ressources matérielles que les hommes n’ont pas créées, mais qui ont été créées par Dieu pour l’usage commun selon le besoin de chacun.

## En économie

### Propriété et capitalisme
(janvier 2020).
La naissance du capitalisme s'est accompagnée d'un mouvement général de privatisation de ressources antérieurement communes (notamment l'espace), résultant de conquêtes (l'arrivée européenne en Amérique) ou détenues historiquement par l'Église ou la noblesse (voir féodalité)[réf. souhaitée].
Ce mouvement a donné une rentabilité à des opérations d'amélioration, qui auparavant n'auraient pas profité qu'aux maîtres d'œuvre, renforçant la capitalisation.[réf. souhaitée]
Pour Bernard Friot, c'est la propriété lucrative qui est une caractéristique du capitalisme, qu'il distingue de la propriété d'usage : la propriété d'usage est le droit d'user de son patrimoine et de décider de l'usage qui en est fait ; la propriété lucrative est augmentée du droit de tirer un revenu de son patrimoine en tant que propriétaire (exemples : rente, loyer, dividendes, taux d'intérêt, etc.), ce qui se fait nécessairement en ponctionnant la valeur qu'autrui produit par l'utilisation de ce patrimoine, puisque seul le travail produit de la valeur.

### Monographies
- Mikhaïl Xifaras, La propriété : étude de philosophie du droit, Presses universitaires de France, 2004 (lire en ligne )
- (de) Alexander Von Pechmann, Die Eigentumsfrage im 21. Jahrhundert: Ein rechtsphilosophischer Traktat über die Zukunft der Menschheit, Bielefeld, Allemagne, transcript Verlag, coll. « X-Texte zu Kultur und Gesellschaft », 8 septembre 2021 (ISBN 978-3-8376-5872-9 et 978-3-8394-5872-3, lire en ligne ).
- Pierre-Joseph Proudhon (ouvrage posthume assemblé par J. A. Langlois, G. Duchêne, F. G. Bergmann, F. Delasse), Théorie de la propriété, A. Lacroix, Verhoeckhoven § Ce Éditeurs, 1866 (lire sur Wikisource).
- Christophe Clerc et Gérard Mordillat, Propriété : Le sujet et sa chose, Paris, Seuil & Arte éditions, mai 2023, 560 p. (ISBN 978-2-0215-1390-5)

### Actes de colloque
- Daniel Tomasin (Daniel Tomasin (ed.)), Qu’en est-il de la propriété ? : L’appropriation en débat, Toulouse, Presses de l’Université Toulouse Capitole, coll. « Travaux de l’IFR », 2006 (ISBN 978-2-37928-025-2, lire en ligne )

### Articles de revue
- Sarah Vanuxem, « Les choses saisies par la propriété. De la chose-objet aux choses-milieux », Revue interdisciplinaire d'études juridiques, vol. 64, no 1,‎ 2010, p. 123–182 (ISSN 0770-2310, DOI 10.3917/riej.064.0123, lire en ligne ).
- Pierre Crétois, « L’idéologie propriétaire », Cahiers de la recherche sur les droits fondamentaux, no 20,‎ 15 décembre 2022, p. 23–30 (ISSN 1634-8842, DOI 10.4000/crdf.8379, lire en ligne , consulté le 24 octobre 2023).
- Pierre-Yves Chicot, « Droit positif et sacré : l’exemple du droit de propriété inspiré de la Déclaration des droits de l’homme et du citoyen », Les Annales de droit, no 8,‎ 1er mai 2014, p. 33–57 (ISSN 1955-0855, DOI 10.4000/add.709, lire en ligne , consulté le 24 octobre 2023).
- Annette Ruelle et Éric Fabri, « Le plus absolu des droits, entre désir idéel et idéal d’autonomie. L’invention de la propriété des anciens comparée à celle des modernes », Revue interdisciplinaire d'études juridiques, vol. 81, no 2,‎ 2018, p. 109–176 (ISSN 0770-2310, DOI 10.3917/riej.081.0109, lire en ligne , consulté le 24 octobre 2023).
- Antimo Negri, « Valorisation du travail et destinée de la propriété individuelle dans le matérialisme des Lumières », Dix-Huitième Siècle, vol. 24, no 1,‎ 1992, p. 199–212 (DOI 10.3406/dhs.1992.1866, lire en ligne , consulté le 24 octobre 2023).